# Daviscupový tým Izraele
Daviscupový tým Izraele reprezentuje Izrael v Davisově poháru od roku 1949 pod vedením národního tenisového svazu.
Nejlepšího výsledku družstvo dosáhlo v roce 2009, kdy postoupilo do semifinále Světové skupiny.
Hlavním dějištěm mezistátních utkání na domácí půdě je Canada Stadium, otevřený centrální dvorec s tvrdým povrchem tenisového areálu v izraelském Ramat ha-Šaron. Tvrdý povrch a hlučné publikum vyneslo kurtu přezdívku „Israhell“ (izraelské peklo).
V roce 2009 se utkání proti Rusku odehrálo v kryté Nokia Arena. Jednalo se o druhé střetnutí v tomto dějišti, když poprvé Izraelci na tomto místě přivítali Francouze v roce 1989.

## Historie
Při své premiérové účasti v roce 1949 hrál izraelský tým mezi 28. až 30. dubnem proti Dánsku na kodaňské antuce. Jeho členy byli Arie Avidan-Weiss, Jehuda Finkelkraut a Rafael Gornitsky. Dánové v 1. kole Evropské zóny vyhráli 5:0.

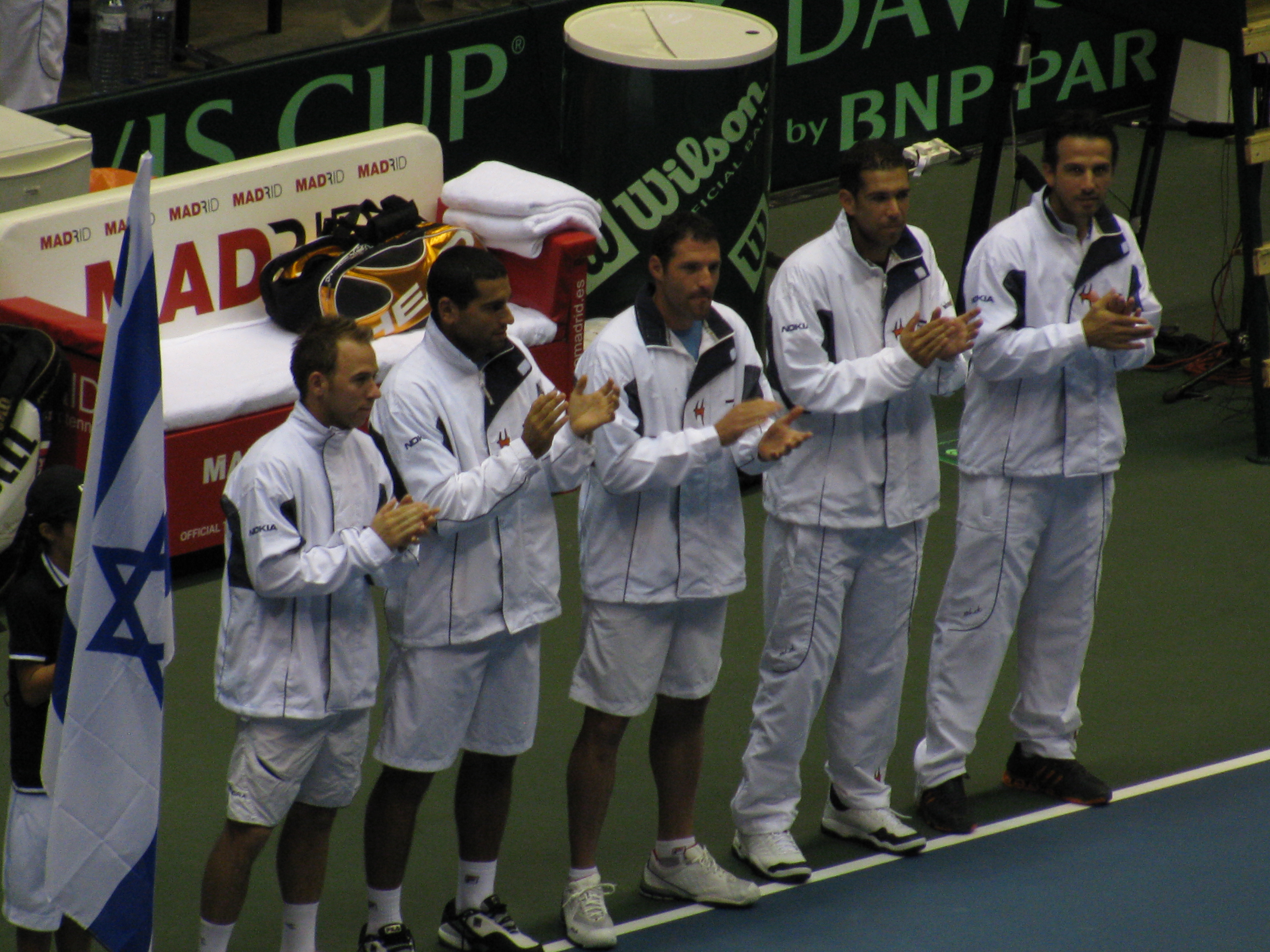
Izraelský tým 2009 (zleva): Dudi Sela, Andy Ram, Jonatan Erlich, Harel Levy a Ejal Ran

V roce 2008 si Izrael udržel místo ve Světové skupině po vítězství nad týmem Peru v baráži 4:1 na zápasy.
V roce 2009 dosáhlo izraelské družstvo svého nejlepšího výsledku, když se přes týmy Švédska a Ruska probojovalo do semifinále. Tam nestačilo na španělský tým, se kterým prohrálo 1:4.
V roce 2010 Izrael prohrál v 1. kole s Chile a musel podstoupit baráž, v níž nestačil na Rakousko. Porážka znamenala sestup do 1. skupiny zóny Evropy a Afriky.
V nejvyšší úrovni soutěže – Světové skupině, se tým opět objevil v roce 2013. V 1. kole však podlehl favorizované Francii a v září Belgii v Lotto Aréně v utkání o záchranu v elitní skupině. Mezinárodní tenisová federace (ITF) izraelskému družstvu vyměřila pokutu 10 000 eur, když jeho hráči odmítli předem nastoupit 14. září 2013, ve dni připadajícím na svátek Jom kipur. Původní žádost o přesun termínu Belgičané odmítli, což vyvolalo roztržku mezi oběma tenisovými svazy. ITF poté rozhodla, že se v den svátku 14. září hrát nebude.

## Složení týmu
k září 2013
- Dudi Sela
- Amir Weintraub
- Jonatan Erlich
- Andy Ram

### Související článek
- Davis Cup